# Składowice
Składowice est une localité polonaise de la gmina et du powiat de Lubin en voïvodie de Basse-Silésie.